# Сара Гілберт
Са́ра Гі́лберт (англ. Sara Gilbert; справжнє ім'я Сара Ребекка Еблес; нар. 29 січня 1975, Санта-Моніка, Каліфорнія, США) — американська акторка.

## Біографія
Сара Гілберт народилася 29 січня 1975 року в Санта-Моніці в акторській сім'ї Пола Гілберта, котрий помер в рік народження доньки. Сестра Сари, Меліса Гілберт, та брат, Джонатан, також стали акторами.
У віці шести років Сара Гілберт побачила зірку своєї сестри, Меліси, на голівудській Алеї Слави. Після чого вона твердо заявила матері, що також неодмінно стане акторкою. І не обманула.
Ще в юності починаюча акторка активно грала маленькі ролі, знімалась у рекламних роликах. У 1984 році вона змінила прізвище Еблес на відому Гілберт та остаточно утвердилася як акторка, талановито зігравши незначну роль в серіалі Little House on the Prairie («Маленький дім у преріях»), разом зі своєю старшою, відомішою, сестрою.
У 1988 році Сара Гілберт отримала роль у відомому телесеріалі «Розанна», де знімалася з 1988 до 1997 року. Під час зйомок Сара Гілберт встигла поступити до Єльського університету на спеціальність оператора, який закінчила у 1997 році.
Гілберт — відкрита лесбійка, здійснила камінг-аут у 2010 році.

## Фільмографія
| Рік       |   | Українська назва       | Оригінальна назва   | Роль          |
| --------- | - | ---------------------- | ------------------- | ------------- |
| 1988—1997 | с | Розанна                | Roseanne            | Дарлен Коннер |
| 1992      | ф | Отруйний плющ          | Poison Ivy          | Сильвія       |
| 1998      | ф | Пустельна туга         | Desert Blue         | Сенді         |
| 2004      | ф | Закони привабливості   | Laws of attraction  |               |
| 2007      | с | Теорія великого вибуху | The Big Bang Theory | Леслі Вінкл   |
| 2007—2010 | с | Приватна практика      | Private Practice    | Келлі         |
| 2011—2011 | с | Вебтерапія             | Web Therapy         | Сільві Франк  |